# ドキュメンタリージャパン
株式会社ドキュメンタリージャパンはテレビ番組の制作を中心とする制作プロダクションである。
制作プロダクションから独立したプロデューサーの橋本佳子、フリーで活動していたディレクターの河村治彦、広瀬涼二、フリーで活動していたテレビカメラマンの山崎裕らによって、1981年12月に設立。代表取締役には河村が就任した。1985年に河村が死去すると、橋本、広瀬、山崎が後を継ぎ、共同で代表取締役を務めた。
主にドキュメンタリー番組を制作。制作する番組の評価は高く、『素敵な宇宙船地球号』『新世界紀行』『ネイチァリングスペシャル』『日経スペシャル ガイアの夜明け』などでギャラクシー賞、ATP賞、文化庁芸術作品賞など数々の賞を受賞している。NHKからもドキュメントの制作を委託され、『NHKスペシャル』や『ETV特集』も担当している。

## リンク
- 公式サイト
- Port of doc.ドキュメンタリー・ドット・ジェーピー